# BMW Futuro
De BMW Futuro is een studiemodel voor BMW motorfietsen.
De Futuro werd niet door BMW zelf ontwikkeld en ontworpen, maar door het externe bureau B&B uit Stuttgart. B&B had zich nog nooit met motorfietsen beziggehouden, en was bekend van het modificeren van Porsche auto's. De basis voor de Futuro motorfiets was de 800 cc tweecilinder boxermotor die in de R 80/7 en de R 80 G/S gebruikt was. Deze motor was voorzien van een turbocompressor met intercooler, waarvan de turbodruk door een microprocessor werd geregeld. Het vermogen steeg hierdoor van 50- naar 75 pk, maar de turbo was vooral bedoeld om het koppel te vergroten. Er was een Bosch L-Jetronic brandstofinjectie toegepast. Een frame ontbrak grotendeels. Er was een lichtmetalen kokerbalk gebruikt, waaraan aan de voorkant het balhoofd en aan de onderkant het motorblok bevestigd waren. Aan de versnellingsbak was de achterbrug bevestigd, die met een monodemper werd afgeveerd op de kokerbalk. Er waren reactiestangen aangebracht om de cardanreacties op te vangen. Dit was een voorganger van het later toegepaste paralever systeem. De machine stond op schijfwielen en was vóór en achter van lichtmetalen schijfremmen voorzien. De monodemper had een titanium veer, de telescoopvork was een ingekort R 65 exemplaar. De machine was zeer laag gebouwd en had een volledige stroomlijnkuip van koolstofvezel, die de hele machine omsloot. Ook de achterkant was gestroomlijnd, om luchtwervelingen te beperken. Door de lichte en lage constructie, de stroomlijn en het motorvermogen bereikte de machine volgens de fabriek een topsnelheid van meer dan 200 km/uur. Gezien de gegevens moet daar "ruim" voor staan. De Futuro ging nooit in productie, en dat was de bedoeling ook niet. Het was een project waarmee BMW drie doelen voor ogen had: Een ontwerpfilosofie van een extern bureau binnen halen, ideeën opdoen voor de toekomst en de reacties van het publiek op dit ontwerp peilen. Zoals gezegd ontstond uit de reactiestangen later het paralever systeem, en een groot deel van het ontwerp, met name de geheel ingesloten techniek, werd later toegepast op de BMW K1.

## Technische gegevens
| Periode         | 1981                                                       | 1981                                                       | 1981                                                       |
| Categorie       | studiemodel                                                | studiemodel                                                | studiemodel                                                |
| Motortype       | kopklepmotor                                               | kopklepmotor                                               | kopklepmotor                                               |
| Bouwwijze       | langsgeplaatste tweecilinderboxermotor met turbocompressor | langsgeplaatste tweecilinderboxermotor met turbocompressor | langsgeplaatste tweecilinderboxermotor met turbocompressor |
| boring          | 84,8 mm                                                    | 84,8 mm                                                    | 84,8 mm                                                    |
| slag            | 70,6 mm                                                    | 70,6 mm                                                    | 70,6 mm                                                    |
| Cilinderinhoud  | 797,5 cc                                                   | 797,5 cc                                                   | 797,5 cc                                                   |
| Max. Vermogen   | 55 kW/75 pk                                                | 55 kW/75 pk                                                | 55 kW/75 pk                                                |
| Topsnelheid     | 210 km/h                                                   |                                                            |                                                            |
| Aandrijving     | cardanas                                                   | cardanas                                                   | cardanas                                                   |
| Rijwielgedeelte | Ruggengraatframe met dragende functie van de motor         | Ruggengraatframe met dragende functie van de motor         | Ruggengraatframe met dragende functie van de motor         |
| Tankinhoud      | 25 liter                                                   | 25 liter                                                   | 25 liter                                                   |
| Leeg gewicht    | 180 kg                                                     | 180 kg                                                     | 180 kg                                                     |